# Rima Taha Farid
Rima Taha Farid, arab. ريما طه فريد (ur. 22 marca 1987 w Ammanie) – jordańska lekkoatletka, specjalizująca się w skoku w dal i trójskoku, olimpijka.
W 2006 na mistrzostwach Azji juniorów w lekkoatletyce zdobyła brązowy medal w skoku w dal.
Zawodniczka reprezentowała swój kraj na igrzyskach w Londynie, startując w biegu na 100 metrów kobiet – odpadła w biegu kwalifikacyjnym z czasem 12,66 s..
Medalistka regionalnych imprez sportowych (także w skoku wzwyż), wielokrotna rekordzistka kraju.

## Rekordy życiowe
| Dystans            | Wynik | Miejsce | Data                 | Uwagi           |
| ------------------ | ----- | ------- | -------------------- | --------------- |
| Bieg na 100 metrów | 12,66 | Londyn  | 3 sierpnia 2012      |                 |
| Skok w dal         | 6,01  | Amman   | 18 maja 2007         | rekord Jordanii |
| Skok w dal (hala)  | 5,85  | Pattaya | 11 lutego 2006       | rekord Jordanii |
| Trójskok           | 12,45 | Al-Ajn  | 29 października 2011 | rekord Jordanii |